# Agyagosszergény
Agyagosszergény är ett mindre samhälle i provinsen Győr-Moson-Sopron i Ungern. År 2019 hade Agyagosszergény totalt 945 invånare.